# Premios Konex
Premios Konex (deutsch: Konex-Preise; englisch: Konex Foundation Awards oder kurz Konex Awards) ist der Name für die von der Konex Stiftung (Fundación Konex) verliehenen Kulturpreise an argentinische Kulturpersönlichkeiten.

## Geschichte und Zweck
Die Konex-Preise wurden 1980 in Argentinien von der Konex Stiftung erstmals vergeben. Zweck dieser Stiftung ist die Förderung, Anregung, Unterstützung und Teilnahme an kulturellen, erzieherischen, intellektuellen, künstlerischen, sozialen, philanthropischen, wissenschaftlichen oder sportlichen Initiativen, Werken und Unternehmen. Um ihre Ziele zu erreichen, hat die Stiftung die Premios Konex ins Leben gerufen, welche Persönlichkeiten und Institutionen verliehen werden, die in einem der vorgenannten Bereiche herausragende Leistungen erbracht haben. Die Konex-Preise werden jährlich in einen bestimmten Klassen-Turnus verliehen.
Jedes Jahr verleiht die Konex Stiftung diese Preise verschiedenen Kulturbereichen, in Zyklen, die sich alle zehn Jahre wiederholen.

### Klassen
- 1980 1990 2000 2010 2020 Sport
- 1981 1991 2001 2011 2021 Unterhaltung
- 1982 1992 2002 2012 2022 Bildende Kunst
- 1983 1993 2003 2013 2023 Wissenschaft und Technologie
- 1984 1994 2004 2014 2024 Literatur
- 1985 1995 2005 2015 2025 Unterhaltungsmusik
- 1986 1996 2006 2016 2026 Geisteswissenschaften
- 1987 1997 2007 2017 2027 Kommunikation, Journalismus
- 1988 1998 2008 2018 2028 Institutionen, Gemeinschaft, Unternehmen
- 1989 1999 2009 2019 2029 Klassische Musik

Anmerkung:
- Von 1980 bis 1989 wurden die Besten in der Geschichte jeder Klasse ausgezeichnet.
- Von 1990 bis 1999 wurden die Besten des letzten Jahrzehnts auf unbestimmte Zeit ausgezeichnet.[2]

## Auswahl und Auszeichnungen

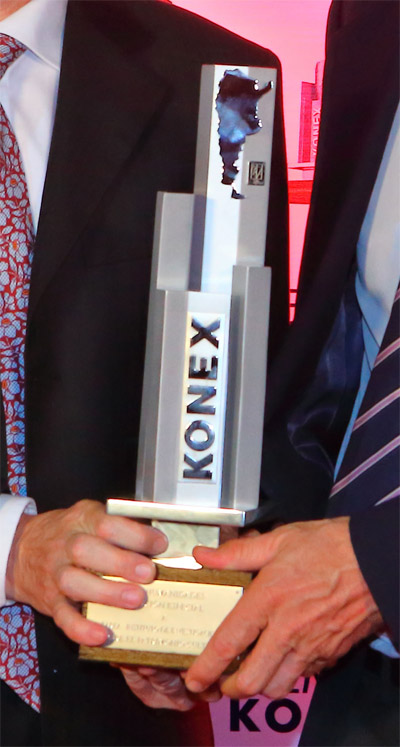
Der Premios-Konex-Pokal

Jedes Jahr wird ein Preisgericht mit 20 Mitgliedern ernannt. Diese Mitglieder sind Experten für die spezifischen Themen, die den Preis erhalten, und sie ernennen ihren eigenen Präsidenten. Die Mitglieder der Jury selbst sind davon ausgeschlossen für die Auszeichnung gewählt zu werden. Eine Geste, die die Stiftung ganz besonders hervorhebt. Jedes Jahr wird die mit einem Preis ausgezeichnete Klasse vom Preisgericht in 20 Disziplinen eingeteilt. Das Preisgericht wählt die Begünstigten für die folgenden Auszeichnungen aus:
- Diplomas al Mérito
- Konex de Platino
- Konex de Brillante
- Konex de Honor
- Konex Mercosur

Das Preisgericht wählt die fünf Persönlichkeiten oder Institutionen aus, die in jeder der 20 ausgewählten Disziplinen die bemerkenswertesten Leistungen erbringen, und verleiht jeder dieser 100 Persönlichkeiten oder Institutionen in einer öffentlichen Zeremonie ein „Diploma al Mérito“. Dann wählt das Preisgericht eine der fünf Personen aus, die mit dem „Konex de Platino“ ausgezeichnet wird. Unter den 20 „Konex de Platino“-Gewinnern wählt das Preisgericht die Auserwählten für die „Konex de Brillante“, die herausragendste Persönlichkeit oder Institution als relevanteste Persönlichkeit der Aktivität angesehen wird. Der „Konex de Honor“ wird einer herausragenden verstorbenen Persönlichkeit verliehen. Das Preisgericht hat auch die Befugnis, besondere Anerkennungen für diejenigen zu vergeben, die für würdig befunden werden, sich jedoch nicht speziell für bestimmte Disziplinen eignen. Seit 2002 hat das Preisgericht die Befugnis, den „Konex Mercosur“, den wichtigsten lebenden Persönlichkeiten zu verleihen. Alle Auszeichnungen werden in einer abschließenden, besonderen Zeremonie verliehen.

## Sonderklassen

### Menciones Especiales
Die Grand Jury vergibt "Menciones Especiales" (besondere Erwähnungen) an diejenigen, die genug Verdienste haben, um für ihre Leistung belohnt zu werden, und die nicht in die für die Bereiche festgelegten Disziplinen passen.

### Condecoración Konex
Die Konex-Stiftung hat ferner die Befugnis, die „Condecoración Konex“ zu verleihen, um Persönlichkeiten mit hervorragenden Karrieren auf der ganzen Welt für ihren Beitrag zur universellen Kultur zu ehren. Bisher wurden zwei Auszeichnungen verliehen:
- 1994 Yehudi Menuhin
- 2002 Mstislav Rostropovich